# Hamish Watson
Hamish Fergus Wallace Watson (Manchester, 15 ottobre 1991) è un rugbista internazionale per la Scozia, militante nell'Edimburgo nel ruolo di terza linea ala.

## Biografia
Benché nato e cresciuto a Manchester, in Inghilterra, Watson è idoneo per la Scozia in ragione dei suoi avi originari di Glasgow.
Formatosi nelle giovanili del Leicester, passò nel 2011 agli Accademicals di Edimburgo entrando in prima squadra l'anno successivo; in quella stessa stagione fu inserito nella franchise di Pro12 dell'Edimburgo.
Debuttò in nazionale scozzese il 28 febbraio 2015 a Edimburgo contro l'Italia (sconfitta 19-22) nel Sei Nazioni di quell'anno, ma divenne titolare solo nei test match di fine anno 2016 e, a seguire, nel Sei Nazioni 2017, in cui giocò tutti i cinque incontri, replicando anche nel 2018.
Nel 2019 il C.T. scozzese Townsend inserì Watson nella lista dei convocati alla Coppa del Mondo in Giappone.